# Costa búlgara del mar Negro

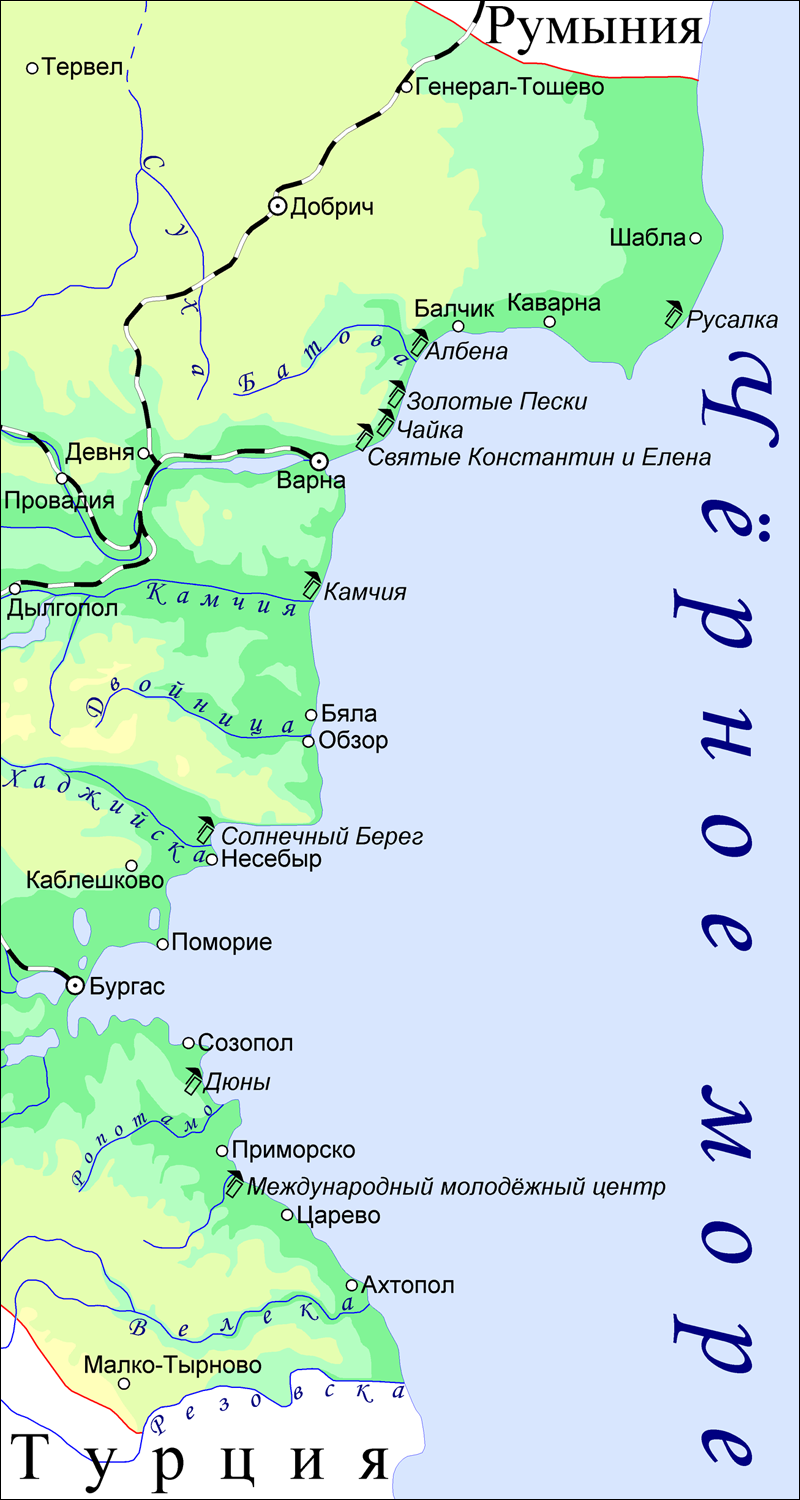
Mapa de la costa búlgara del mar Negro (rótulos en ruso).

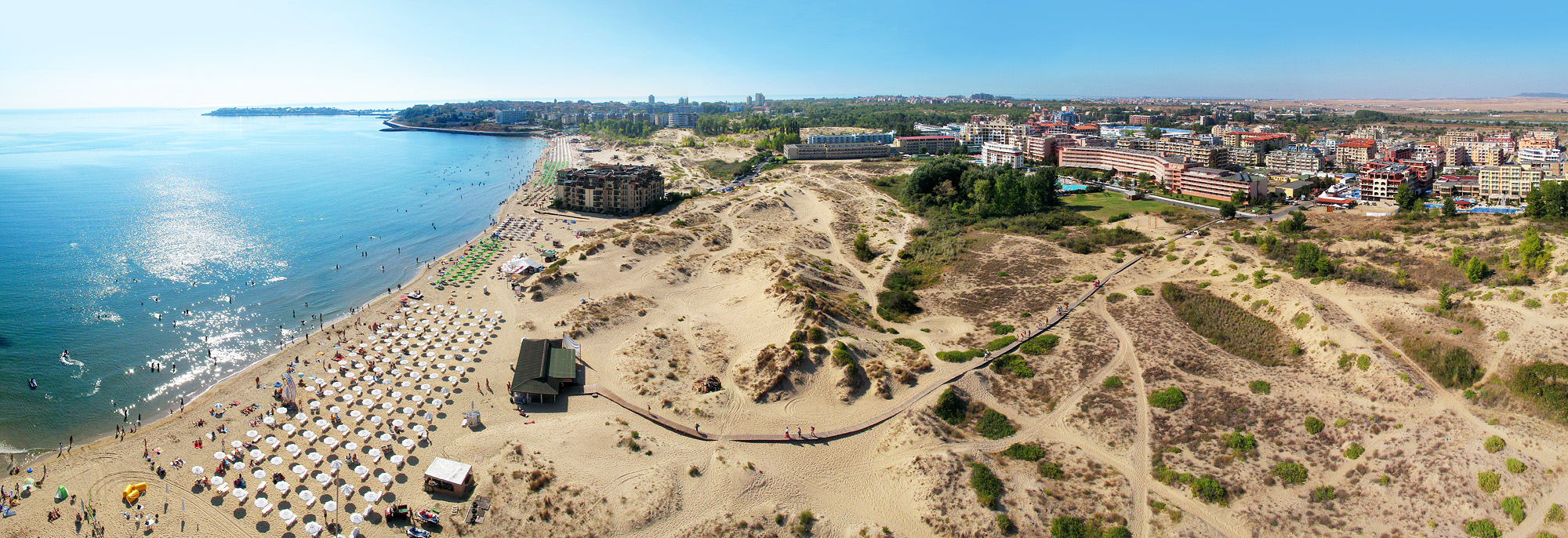
Vista aérea de Sunny Beach.

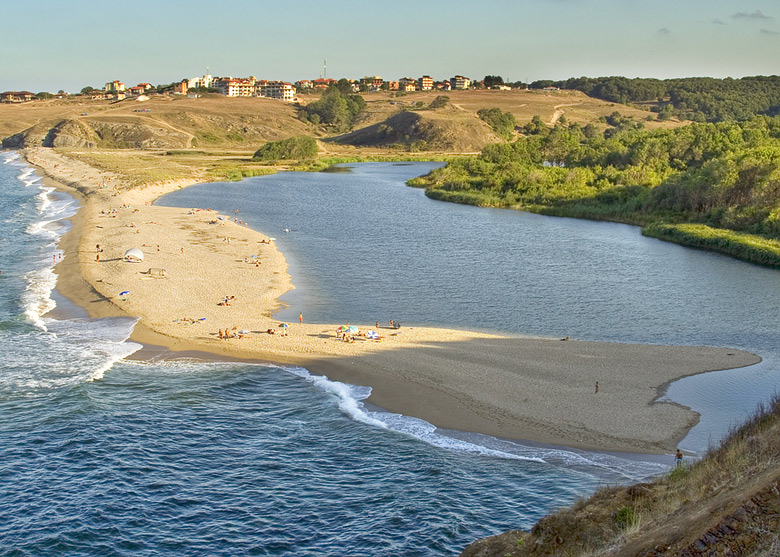
La boca del río Veleka en Sinemorets.

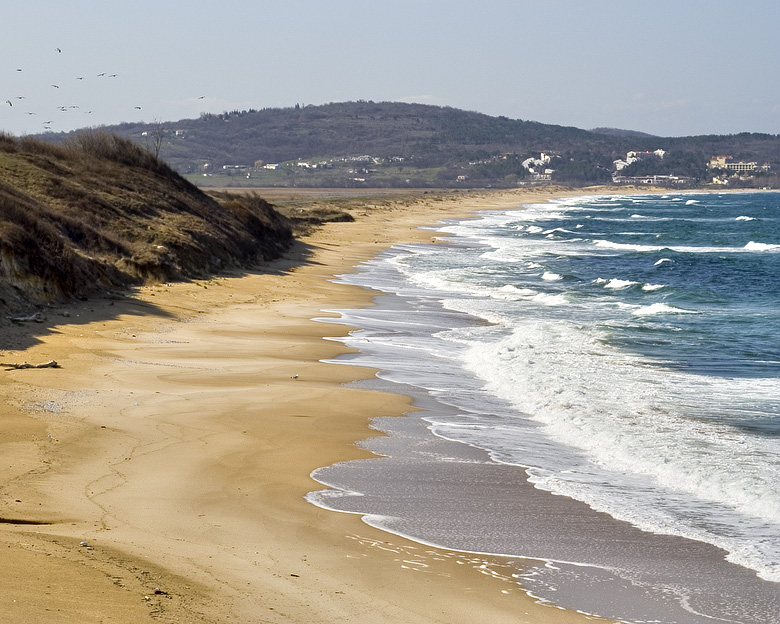
Una playa cerca de Dyuni.

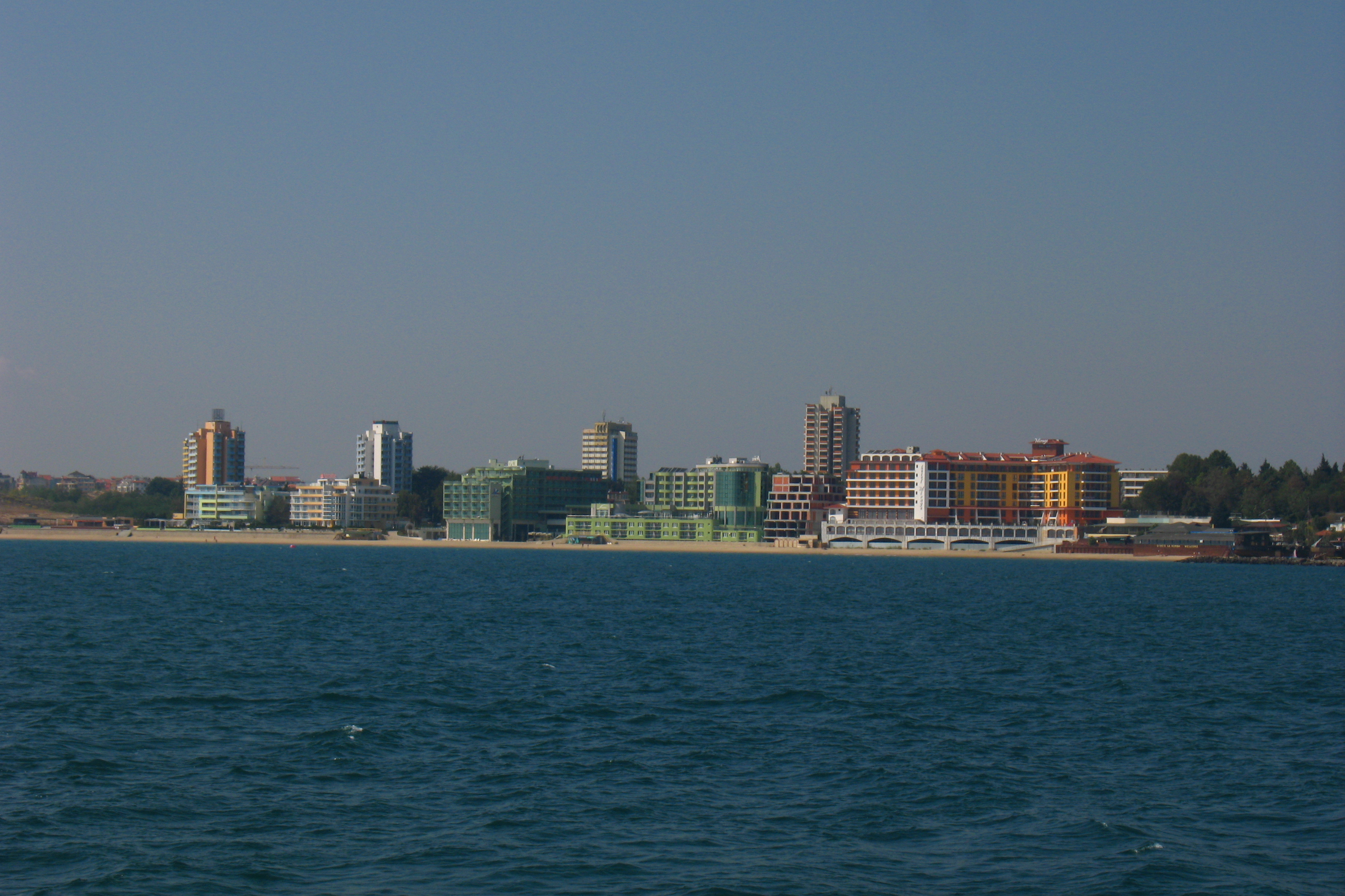
Nesebar.

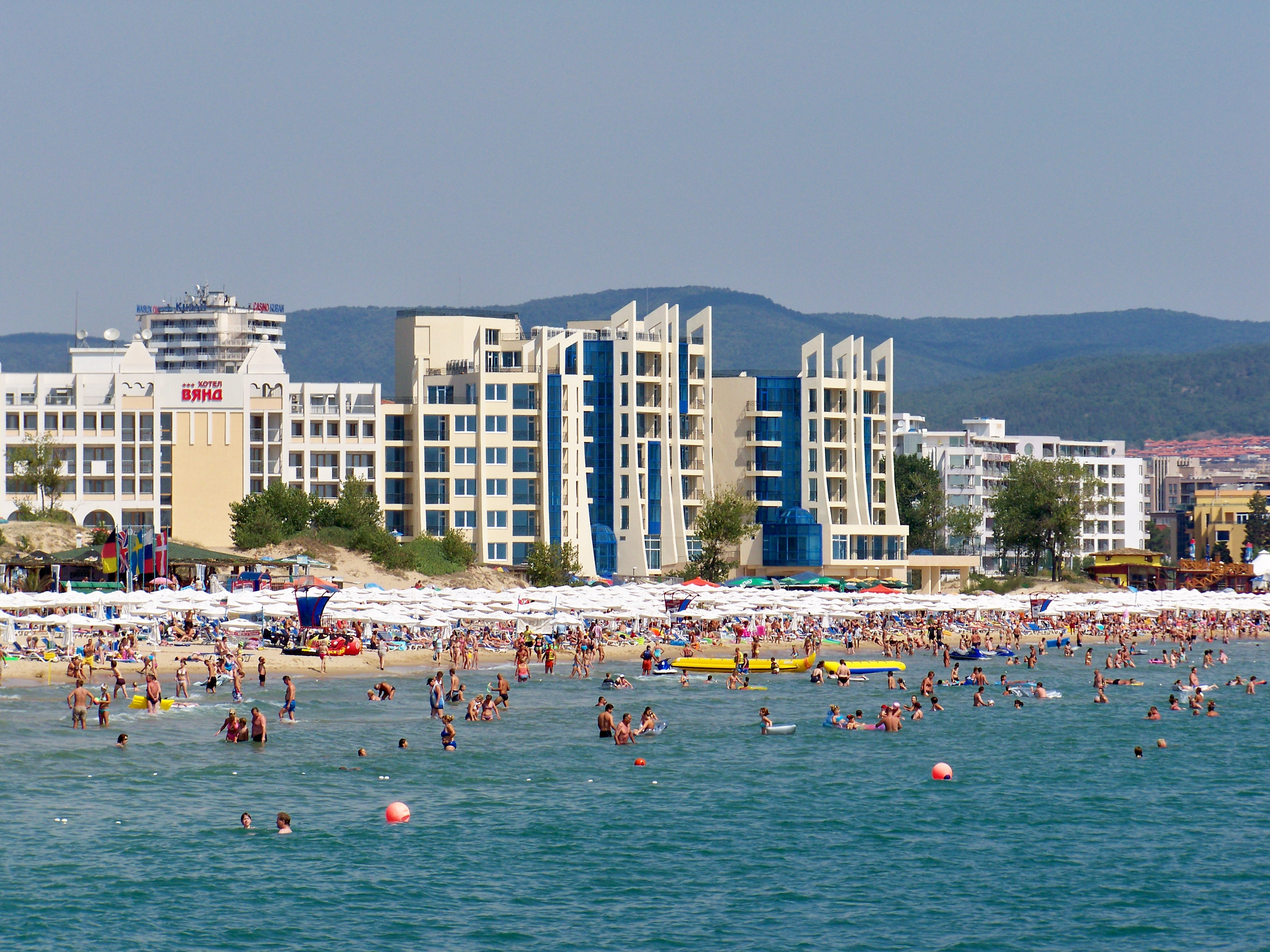
Sunny Beach.

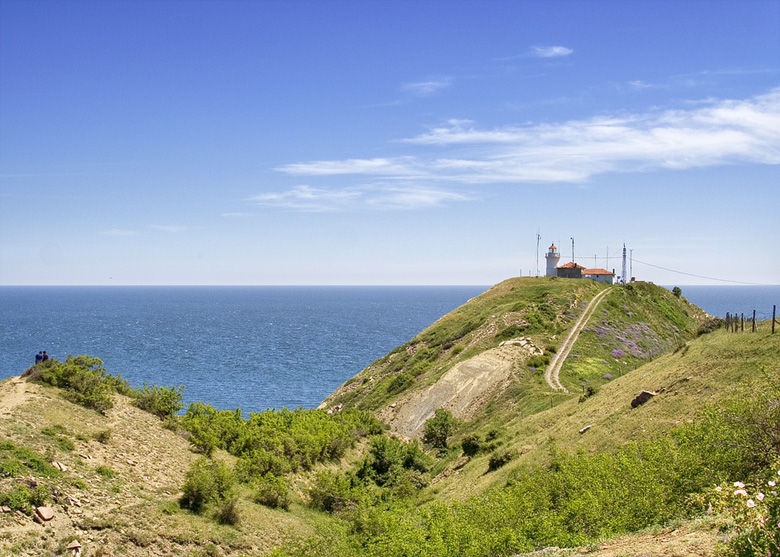
Cabo Emine.

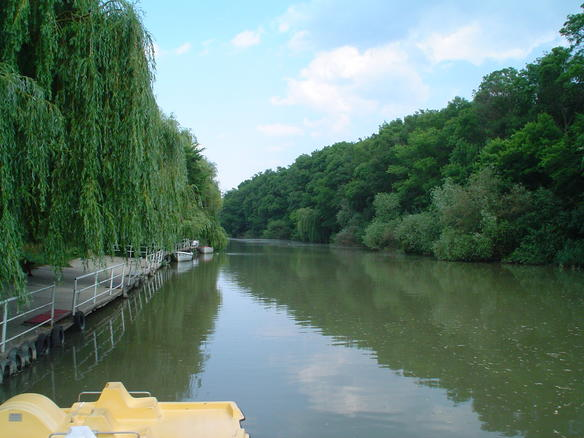
Río Kamchiya.

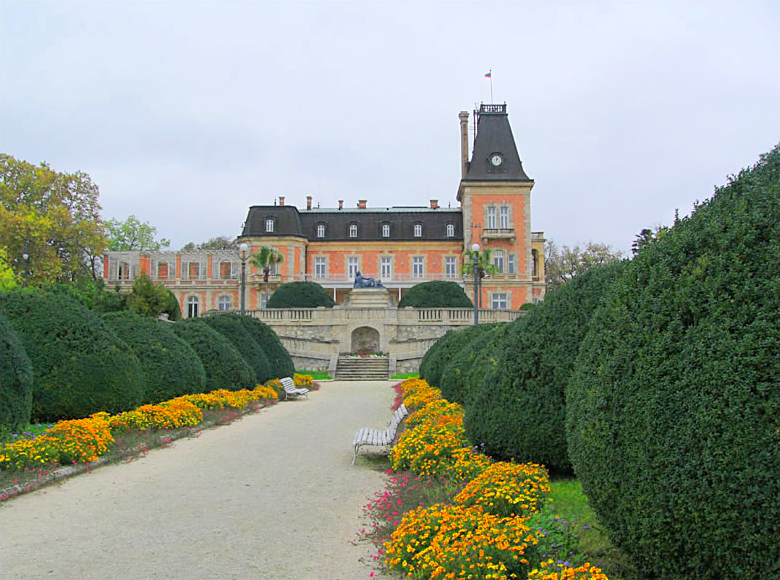
Euxinograd.

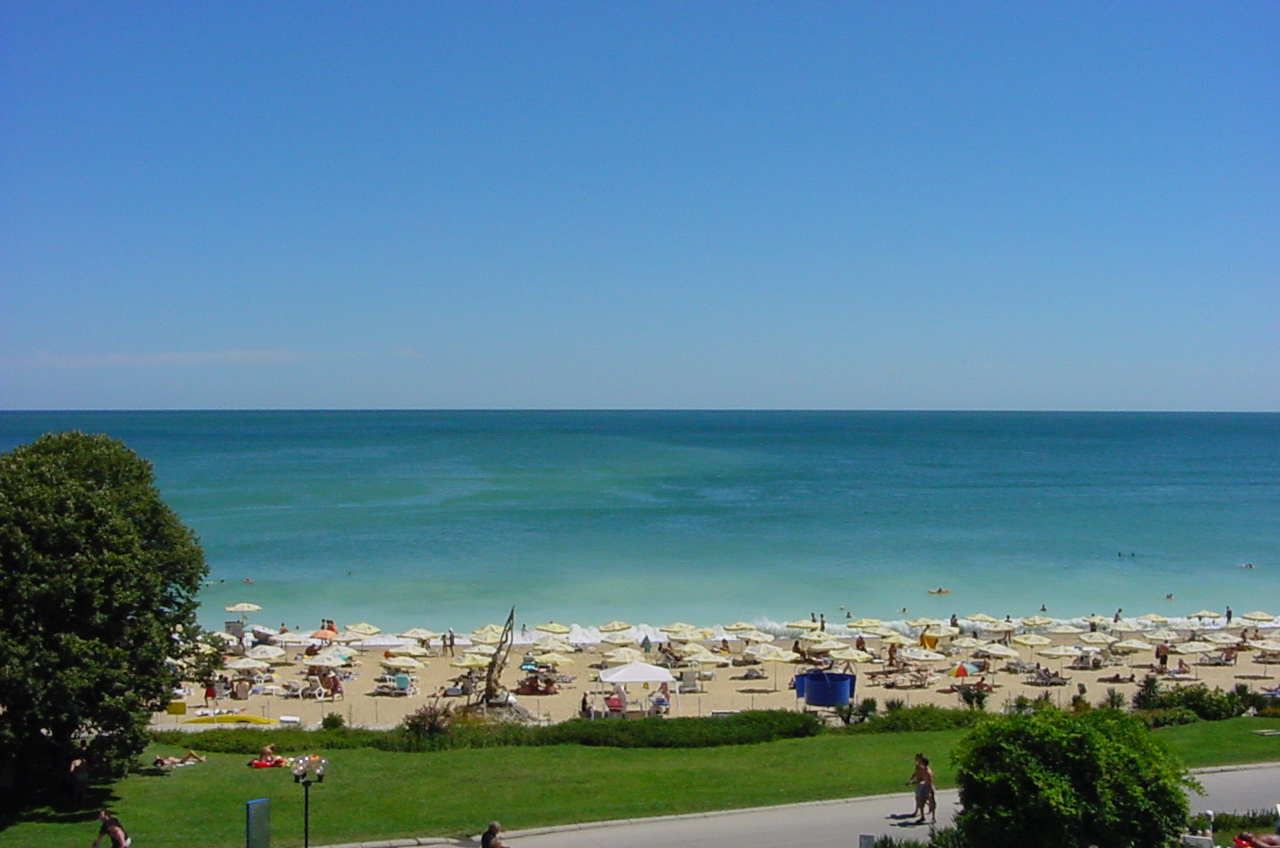
Golden Sands.

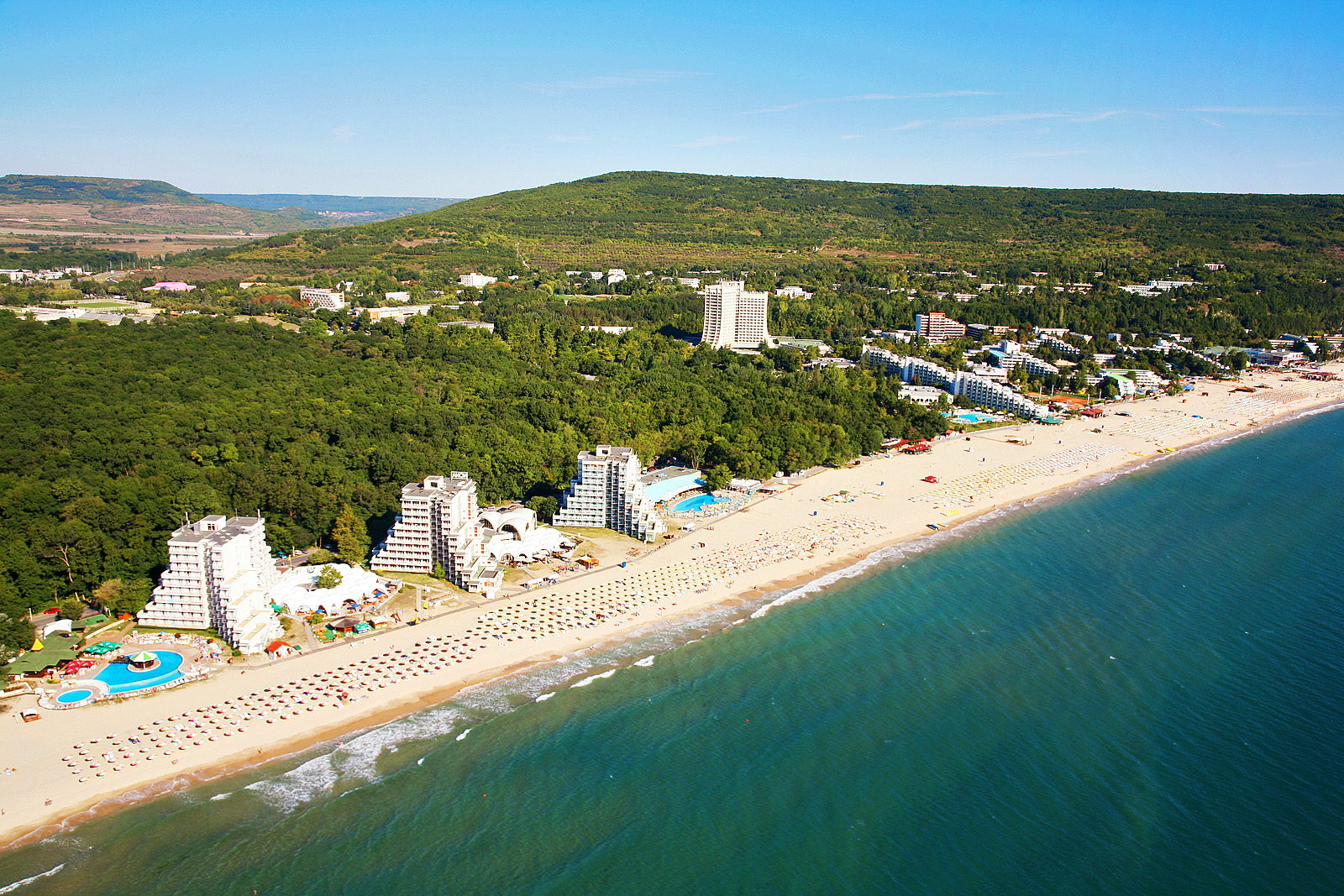
Albena.

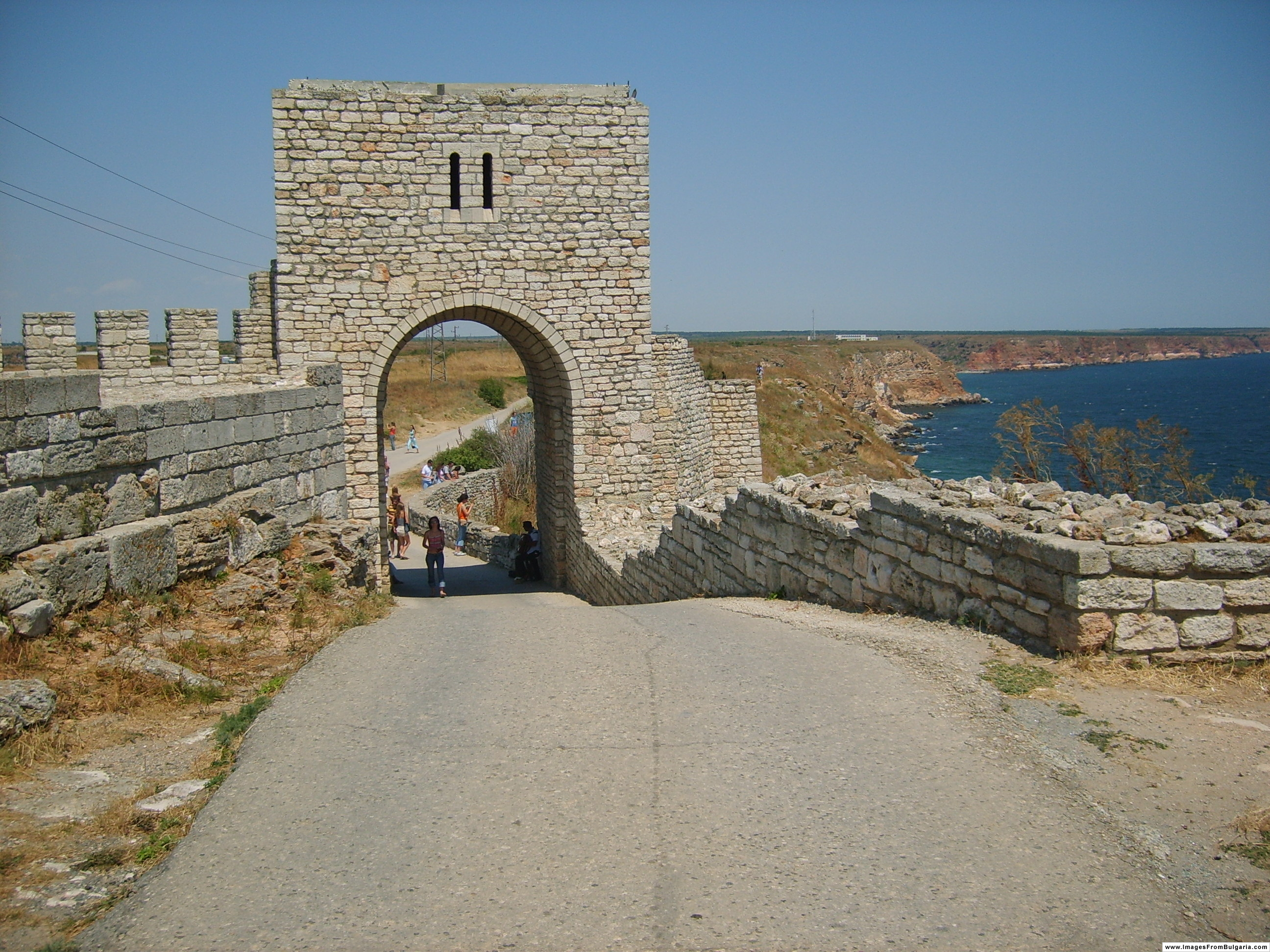
Cabo Kaliakra.

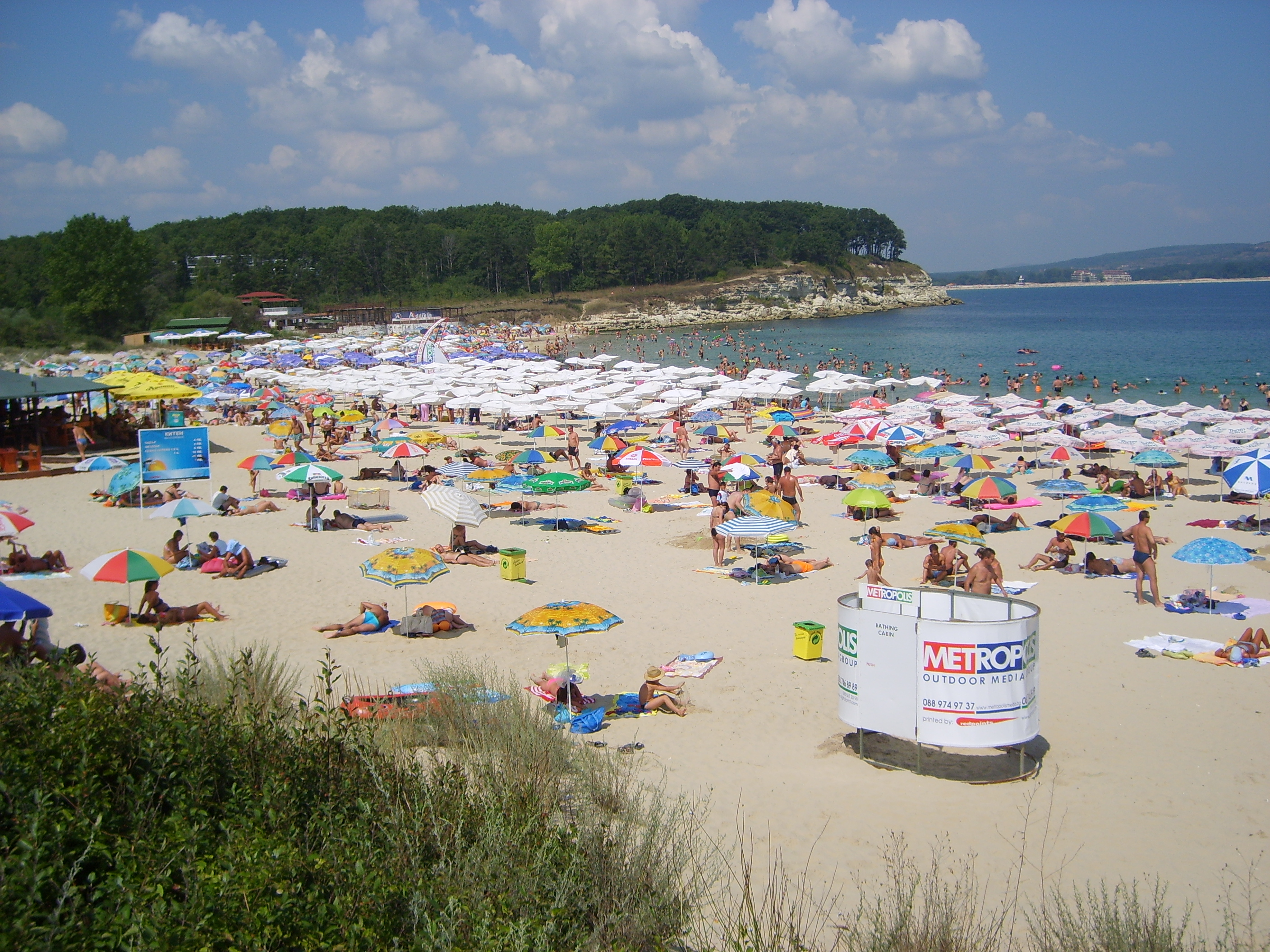
Kiten.

La costa búlgara del mar Negro (en búlgaro: Черноморие, Chеrnomoriе) es el tramo costero que representa la totalidad del límite oriental de Bulgaria y que se extiende desde los resorts rumanos del mar Negro, en el norte, hasta la Tracia oriental (Turquía europea), en el sur, un tramo de 378 kilómetros de costa. Las playas de arenas blancas y doradas ocupan aproximadamente 130 km de esa costa. La región es un importante centro de turismo durante la temporada de verano (mayo-octubre), atrayendo a millones de turistas extranjeros y locales por igual y constituye uno de los destinos turísticos más populares. Antes de 1989, la costa búlgara del mar Negro era conocida internacionalmente como la Riviera Roja.  Desde la caída de la Cortina de Hierro, sin embargo, su apodo se ha cambiado por el de la Riviera búlgara.
La costa búlgara del mar Negro tiene un clima subtropical húmedo (Cfa en la clasificación climática de Köppen), con considerables influencias marítima y continental.  La temperatura media del aire de la zona en el verano es de unos 29 °C, con una temperatura media del agua de 26 °C. Hay más de 240 horas de soleamiento en mayo y septiembre y más de 300 horas en julio y agosto.
Los montes Balcanes atraviesan el país llegando al borde del mar Negro en el cabo Emine, que divide la costa en una parte sur y otra norte: en la parte norte hay promontorios rocosos y acantilados de hasta 70 metros de altura; la costa sur es conocida por sus amplias playas arenosas.
Las dos mayores ciudades y puertos principales de la Riviera búlgara son Varna (la tercera ciudad más grande del país) y Burgas (la cuarta). Varna se encuentra en la parte norte de la costa y Burgas en la costa sur. Dos aeropuertos internacionales, el aeropuerto de Varna y el aeropuerto de Burgas, son los principales enlaces de la región.  Además, las autopistas A1 y A2, actualmente en construcción, haría que el viaje desde la capital Sofía, a la costa sea mucho más fácil y más rápido, mientras que se planea una A3 para conectar Varna y Burgas.

## Principales ciudades
- Varna, con 334.870 hab. en 2011;
- Burgas, con 223.902 hab. en 2011;
- Pomorie, con 13.569 hab. en 2009;
- Nesebar, con 13.347 hab. en 2010;
- Balchik, con 12.196 hab. en 2009;
- Kavarna, con 11.397 hab. en 2009;
- Tsarevo, con 5.884 hab. en 2009;
- Sozopol, con 5.753 hab. en 2009;

## Principales centros turísticos
- Durankulak
- Krapets
- Shabla
- Tyulenovo
- Kamen Bryag
- Yaylata
- Rusalka
- Bulgarevo
- Kavarna
- Bozhurets
- Beglik Tash
- Topola
- Tuzlata
- Albena
- Kranevo
- Golden Sands
- Holiday Club Riviera
- Chaika
- Kabakum
- Sunny Day (Kokodiva)
- Constantine y Helena
- Galata
- Fichoza
- Kamchia
- Kamchia (biosphere reserve)
- Shkorpilovtsi
- Karadere
- Byala
- Obzor
- Irakli
- Elenite
- Sveti Vlas
- Sunny Beach
- Ravda
- Pomorie
- Sarafovo
- Atiya
- Chernomorets
- Kavatsite
- Dyuni
- Primorsko
- Kiten
- Lozenets
- Tsarevo
- Varvara
- Sinemorets
- Rezovo

## Lugares de interés histórico
- Aheloy
- Ahtopol
- Balchik
- Euxinograd
- Kaliakra
- Nesebar (UNESCO World Heritage Site)
- Sozopol

## Islas
- Isla de Santa Anastasia, de 0,022 km², localizada a 1,5 km de la costa, cerca de Chernomorets;
- Isla de San Iván, de 0,66 km², localizada cerca de Sozopol;
- Isla de San Pedro, de 0,025 km², localizada en la bahía de Sozopol;
- Isla de San Quirico, de 0,08 km², localizada a 150 metros de la península de Stolets;
- Isla Santo Tomás, de 0,01 km², localizada 15 km al sur de la ciudad de Sozopol;

## Ríos
- Kamchiya, de 244,5 km;
- Veleka, de 147 km;
- Provadiya, de 119 km;
- Rezovska, de 112 km;
- Ropotamo, de 48,5 km;
- Batova, de 39 km;
- Aheloy
- Shkorpilovska
- Dvoynitsa
- Fakiyska
- Hadzhiyska